# Ronald Plasterk
Ronald Hans Anton Plasterk (ur. 12 kwietnia 1957 w Hadze) – holenderski biolog specjalizujący się w genetyce molekularnej, nauczyciel akademicki oraz polityk, parlamentarzysta, w latach 2007–2010 minister edukacji, kultury i nauki, w latach 2012–2017 minister spraw wewnętrznych.

## Życiorys
Studiował ekonomię na Uniwersytecie Amsterdamskim, zaś w 1981 ukończył biologię na Uniwersytecie w Lejdzie. Na tej samej uczelni doktoryzował się w 1984. Od 1981 zatrudniony na macierzystej uczelni. Zaangażował się również w działalność polityczną w ramach Partii Pracy (PvdA). W latach 1982–1984 był radnym Lejdy.
W latach 1984–1985 pracował naukowo w California Institute of Technology, a następnie do 1987 w Laboratory of Molecular Biology w Cambridge. W 1987 zatrudniony w Holenderskim Instytucie Onkologicznym (NKI), w latach 1989–2000 był dyrektorem tej jednostki. W 1997 został profesorem na Uniwersytecie Amsterdamskim, a w 2000 profesorem na Uniwersytecie w Utrechcie. W latach 2000–2007 kierował Hubrecht Instituut, instytutem wchodzącym w skład Królewskiej Holenderskiej Akademii Sztuk i Nauk (KNAW), w której członkostwo uzyskał w 2001. Został również publicystą dziennika „de Volkskrant” i regularnym uczestnikiem programu telewizyjnego Buitenhof.
W lutym 2007 objął urząd ministra edukacji, kultury i nauki w czwartym gabinecie Jana Petera Balkenende. Sprawował go do lutego 2010, kiedy to PvdA opuściła koalicję rządową. W wyborach w tym samym roku uzyskał mandat posła do Tweede Kamer, który utrzymał także w przedterminowych wyborach w 2012. W listopadzie 2012 został ministrem spraw wewnętrznych w drugim rządzie Marka Rutte. Funkcję tę pełnił do października 2017.
W 2024 w trakcie negocjacji nad powołaniem nowego rządu w ramach prawicowej koalicji Geert Wilders zasugerował jego kandydaturę na premiera. Ronald Plasterk w maju tegoż roku zrezygnował z ubiegania się o tę funkcję, zaprzeczając jednocześnie pojawiającym się publicznie wątpliwościom związanym z jego wcześniejszą działalnością w sektorze prywatnym.
Wyróżniony m.in. nagrodą naukową Spinozapremie (1999).